# Schwarzer See (Biesenthal)
Der Schwarze See ist ein natürliches Gewässer auf dem Gebiet der Stadt Biesenthal im Brandenburger Landkreis Barnim. Er liegt etwa 2750 Meter nördlich des Stadtzentrums am Nordrand der Spillwiesen zwischen den Waldflächen der Unter- und der Oberheide.
Der Schwarze See befindet sich im Naturschutzgebiet Finowtal-Pregnitzfließ. Er hat eine Fläche von 0,68 Hektar und ist von einer ausgedehnten Verlandungszone umgeben. Dabei handelt es sich um ein Verlandungsmoor mit Schwingrasen. Ursache der Verlandung des Sees ist der 1986 erfolgte Grabenausbau zur Nutzung der ihn umgebenden Flächen. Dem See wird durch Gräben aus einem Quellmoor im Südwesten Wasser zugeführt. Der Abfluss des Sees nach Nordosten erfolgt in die 250 Meter entfernte Finow.